# Lindbergs landskommun
Lindbergs landskommun  var en tidigare kommun i Hallands län i Sverige.

## Administrativ historik
När 1862 års kommunalförordningar trädde i kraft inrättades i Sverige cirka 2 500 kommuner. Huvuddelen av dessa var landskommuner (baserade på den äldre sockenindelningen), vartill kom 89 städer och åtta köpingar. Då inrättades i Lindbergs socken i Himle härad i Halland denna kommun. 
Vid kommunreformen 1952 uppgick denna  landskommun i Lindberga landskommun som senare 1971 uppgick i Varbergs kommun.

## Politik

### Mandatfördelning i Lindbergs landskommun 1938-1946
| 7 | 9 | 4 |

| 19 |

| 7 | 10 | 3 |

| 19 |

| 6 | 5 | 6 | 3 |

| 19 |